# شهرستان دولت‌لی
شهرستان دولت‌لی  (به ترکمنی: Döwletli etraby، دؤولت‌لی اطرابیٛ) یکی از شهرستان‌های ترکمنستان در استان لب آب است.
در تاریخ ۲۸ نوامبر ۲۰۱۷، شهرستان بیوک ترکمن‌باشی منحل شده و اراضی آن به این شهرستان ملحق شد.
در تاریخ ۹ نوامبر ۲۰۲۲، این شهرستان منحل شده و اراضی آن بین دو شهرستان کویتن‌داغ و خواجه‌جنگباز تقسیم شد.